# Dalanjargalan
Le sum de Dalanjargalan (mongol : ᠳᠠᠯᠠᠨᠵᠢᠷᠭᠠᠯᠠᠩ
ᠰᠤᠮᠤ, cyrillique : Даланжаргалан сум, MNS : Dalanjargalan sum) est situé dans l'aïmag (ligue) de Dornogovi, en Mongolie. Sa population était de 2 554 habitants en 2009.